# Château Kefraya
Château Kefraya est un domaine viticole de 300 hectares situé dans la plaine de la Bekaa, à Kefraya au Liban,. Ses vignobles s’étendent au pied du mont Barouk, à 20 km au sud de la ville de Chtoura.
C'est le deuxième plus grand domaine viticole de la vallée de la Bekaa et y sont produits 1,5 million de bouteilles par an de vin blanc, rouge et rosé,. Ses vins sont exportés dans plusieurs pays d'Amérique, d'Europe, du Moyen-Orient, d'Asie, d'Océanie et d'Afrique.

## Histoire du domaine
Les centaines d'hectares du domaine agricole appartiennent à la famille Bustros depuis de nombreuses générations, en 1951 Michel de Bustros décide d'y cultiver des vignes sur quelques hectares, les premiers vins sont produits en 1979 (période de la guerre du Liban 1975 - 1990),,.
Les actions de la propriété appartiennent maintenant à la famille Bustros, à Walid Joumblatt, un homme politique de premier plan, et au groupe de logistique Fattal.

## Vignobles
Le domaine pratique l'agriculture raisonnée et le développement durable, les vignes ne sont pas irriguées.

## Produits

### Vins rouges
Quatre vins rouges sont produits :
- Comte de M : assemblage de Syrah et de Cabernet Sauvignon fait avec les meilleurs raisins d'une parcelle de 9 hectares.
- Château Kefraya : Syrah, Cabernet Sauvignon et Mourvèdre fait avec les meilleurs raisins d'une parcelle de 22 hectares.
- Les Coteaux : Syrah, Marselan et Cabernet Franc.
- Les Bretèches : Cinsault et d'autres cépages.

### Vins rosés
Trois vins rosés sont produits :
- Château Kefraya : assemblage de Cinsault du Liban et le Tempranillo.
- Myst : Cinsault du Liban et Syrah .
- Les Bretèches : Cinsault.

### Vins blancs
Cinq vins blancs sont produits :
- Comtesse de M : assemblage de Chardonnay et de Viognier fait avec les meilleurs raisins d'une parcelle de 3 hectares.
- Château Kefraya : Chardonnay et Viognier.
- Blanc de Blancs : Viognier, Chardonnay et Muscat à petits grains.
- Les Bretèches : Muscat à petits grains.
- Lacrima d’Oro : Clairette.

### Mistelle
Le Nectar de Kefraya est une mistelle élaboré avec le moût de raisins de l'Ugni Blanc.

### Arak
L'arak de Kefraya.

## Récompenses internationales
Les premières récompenses internationales ont été décernées aux vins Coteaux de Kefraya en 1982 et 1983.